# 交差点

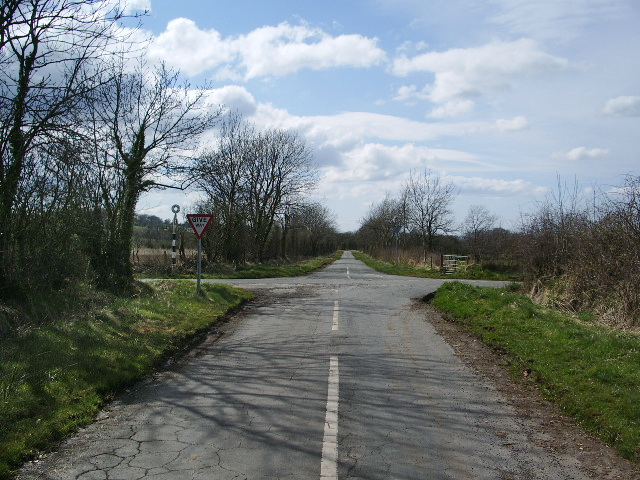
イギリスのとある交差点。素朴で基本的な形状の交差点。

交差点（こうさてん、交叉点とも、crossroads, intersection）とは、2本以上の道路が交わる場所である。

## 概要

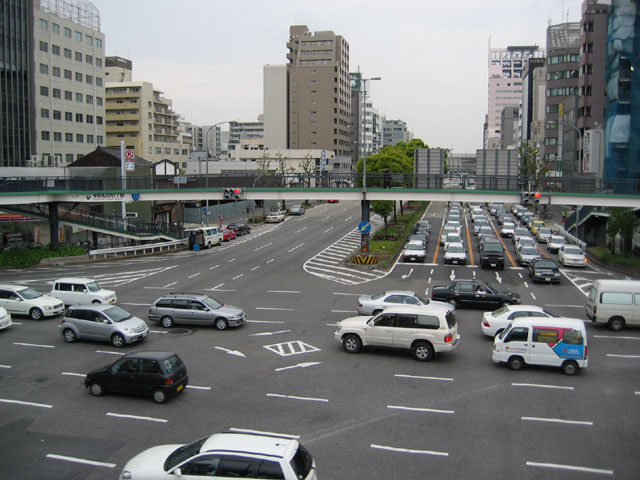
交差点（日銀前交差点 - 名古屋市）

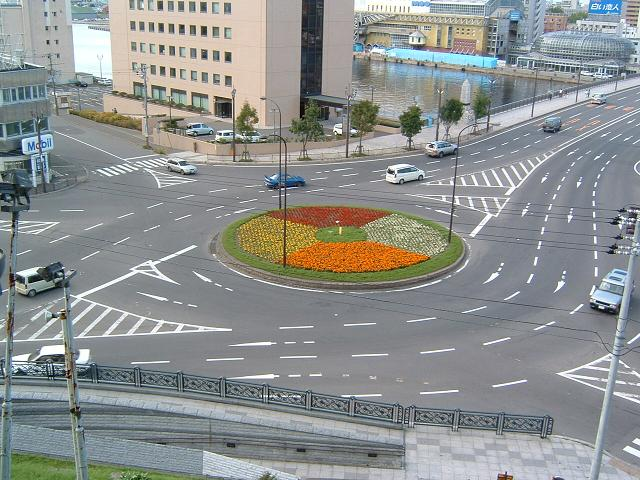
ロータリー交差点（日銀、幣舞橋前 - 釧路市）

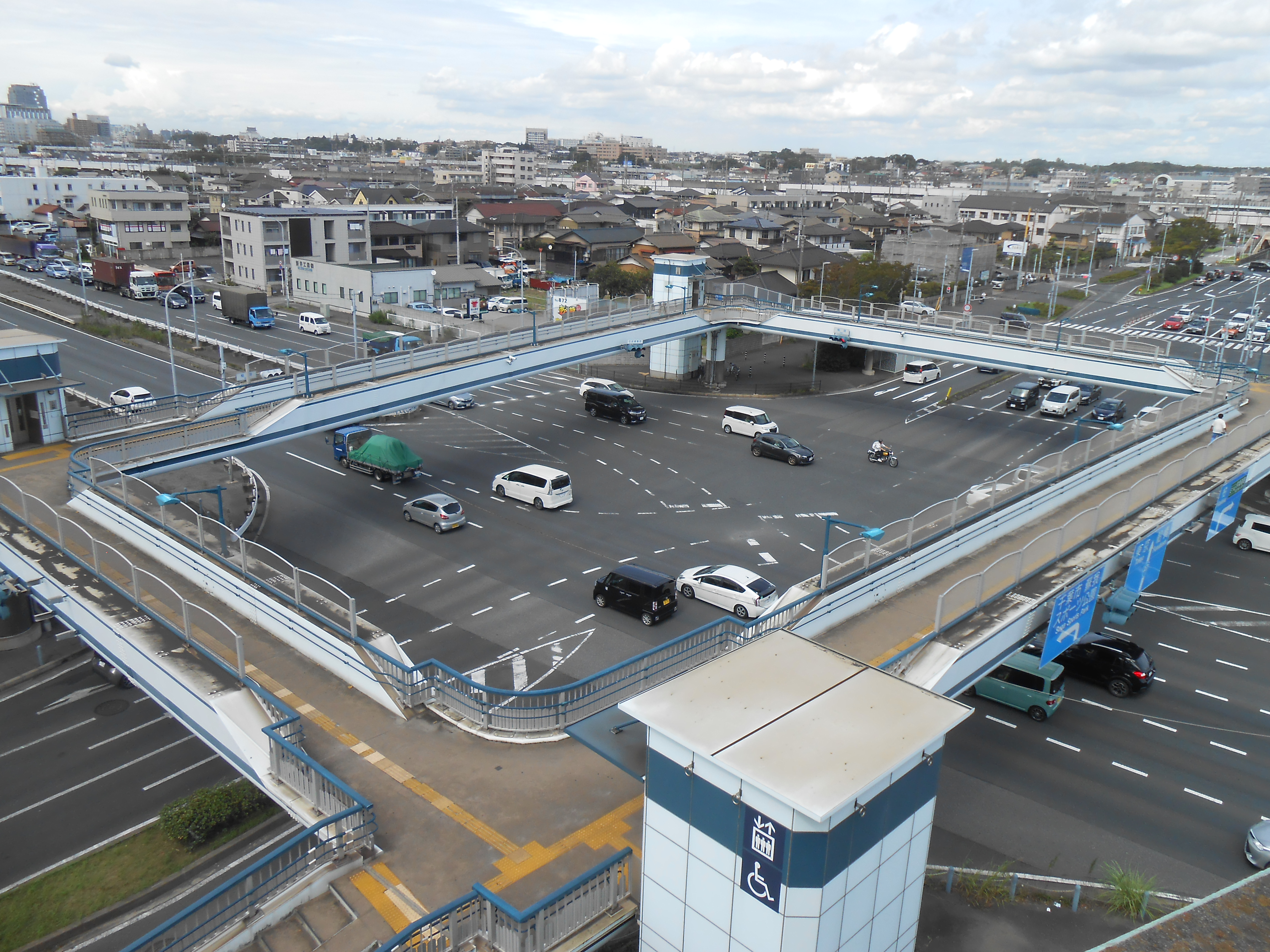
歩道橋のある交差点（国道357号稲荷交差点、千葉県千葉市中央区）

交差点とは、2本以上の道路と道路が交叉（交差）する部分のことである。道路は階層の異なる多くの道路と交差しており、その交差の方式には、平面交差と立体交差の二つに大別され、平面交差には信号と無信号による交差、立体交差には交差点立体交差とインターチェンジがある。
道路を横断する交通が特に多くなり、交通事故が発生しやすい地点である。2019年の交通事故のうち54.9%が交差点とその付近で発生している。交通が一般化、発展するとともに、信号機や横断歩道、歩道橋など様々な付帯設備を備えた交差点も増えてきた。
また、交差点は都市の成立にも影響を与えている。長距離を結ぶ道が交差する地点では人や交易品の流れが交わり出会いが生じ、わざわざ遠方の目的地に向かわず、その付近で交易（商業）が行われるようになるためである。やがて各地からの商品が集中するようになると、生活の場としても魅力を増して人口が流入し、消費市場としても重要性を高めてゆく。このようにして交易都市や交通都市が形成されていった。

## 交差点の形態

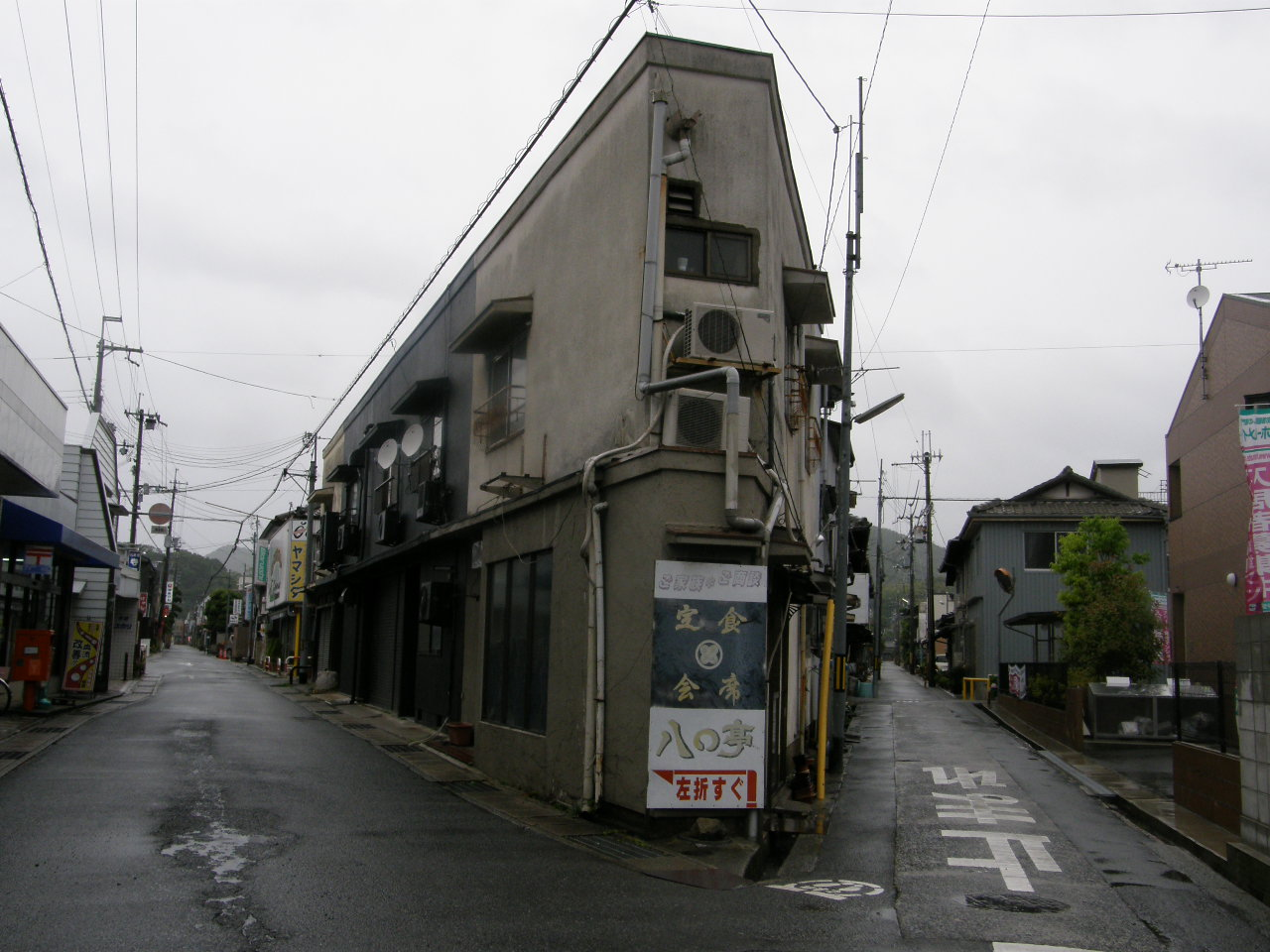
西脇市の三叉路、横尾忠則が好んで描いた

どのような形態が採用されるか、ということは国ごとに傾向の違いがある。
もっとも一般的なのは、道路相互を単純に平面交差させる形式である。平面交差の場合、対向車線を横切って方向を変える（左側通行では右折）場合、流れが停滞しやすいため、交通量の多い道路では専用の車線や信号機を設置し他方への交通を妨げないようにされる。その一方で、対向車線を横切らない（左側通行では左折）場合も横断歩行者が多い交差点では同様に車線が設けられることがある。

ラウンドアバウト（ロータリー交差点の一種）での自動車の流れ。左側通行の場合

平面交差としては、環状のロータリーへ放射状に道路を接続させるロータリー交差点も用いられる。特に脚数が多い場合は流れを円滑化しやすい。欧州では広く普及している。
特に交通量が多い場合や設計速度が高い場合には立体交差が用いられる。平面交差に比べ交通容量が大きく、安全性も高い。一般道路では特に交通量の大きい道路のみ立体化する事例が多いが、すべての交差道路について平面交差を設けないジャンクションとする例もある。

### 交差点の種類
平面交差
- 三叉路：三方へ道路が延びる交差点。
  - 丁字路：三叉路のうち、直線路がほぼ直角に交わり、丁字形になっているもの。T字路。
  - Y字路：三叉路のうち、道路の交わる角度が直角でなく、Y字形になっているもの。
- 四叉路：四方へ道路が延びる交差点。
  - 十字路：四叉路のうち、直線路がほぼ直角に交わり、十字形になっているもの。
- 五叉路：五方へ道路が延びる交差点。
- 六叉路：六方へ道路が延びる交差点。
- 七叉路：七方へ道路が延びる交差点。
- スクランブル交差点
- ロータリー交差点
- ラウンドアバウト
- 食い違い交差点

立体交差
- インターチェンジ
- ジャンクション

## 各国の交通法規

### 日本における交差点

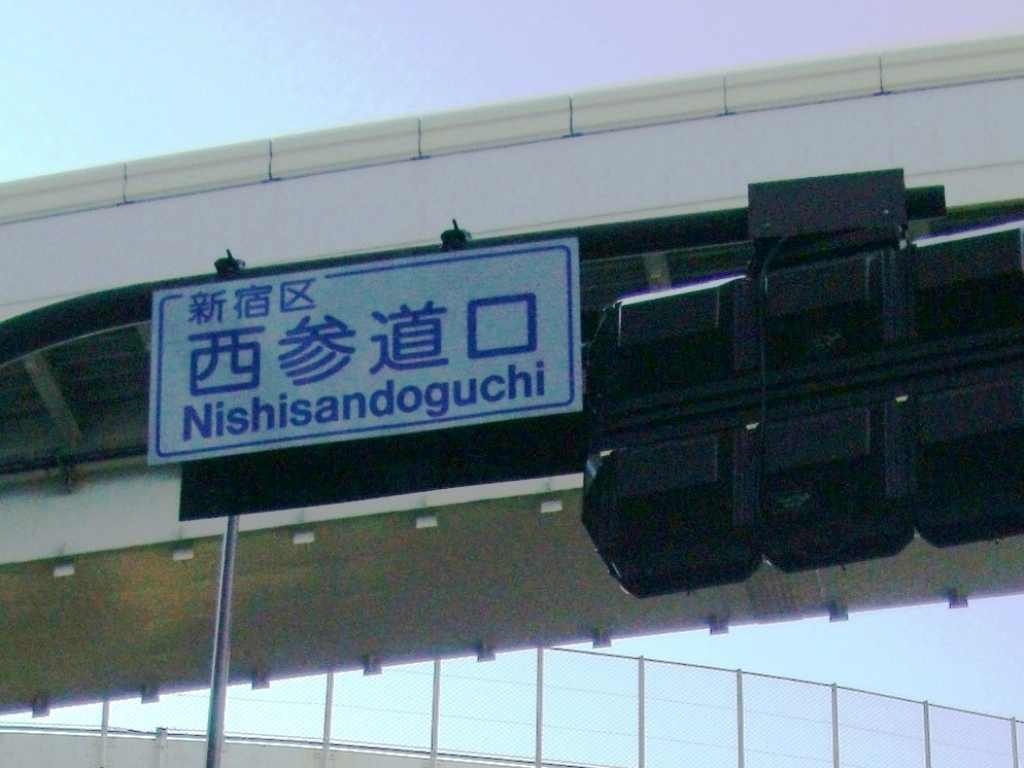
交差点名標識（西参道口交差点）

日本では十字路のことを辻と言い、「交差点」の類義語ともなっている。歩行者の安全を守るため、信号機によって自動車とは流れを完全に分離するスクランブル交差点も設置されている。また、特に必要と認められた場合、交通事故自動記録装置の設置で事故の解析の一助としている交差点もある。

#### 道交法
道路交通法第二条第一項第五号において、交差点を「十字路、丁字路その他二以上の道路が交わる場合における当該二以上の道路（歩道と車道の区別のある道路においては、車道）の交わる部分」と定義している。
交差点における通行方法等は道路交通法第三十四条から第三十七条が規律している。また、交差点及びその側端から5メートル以内の部分では、法令の規定若しくは警察官の命令により、又は危険を防止するため一時停止する場合のほか、停車又は駐車してはならない。

#### 名称

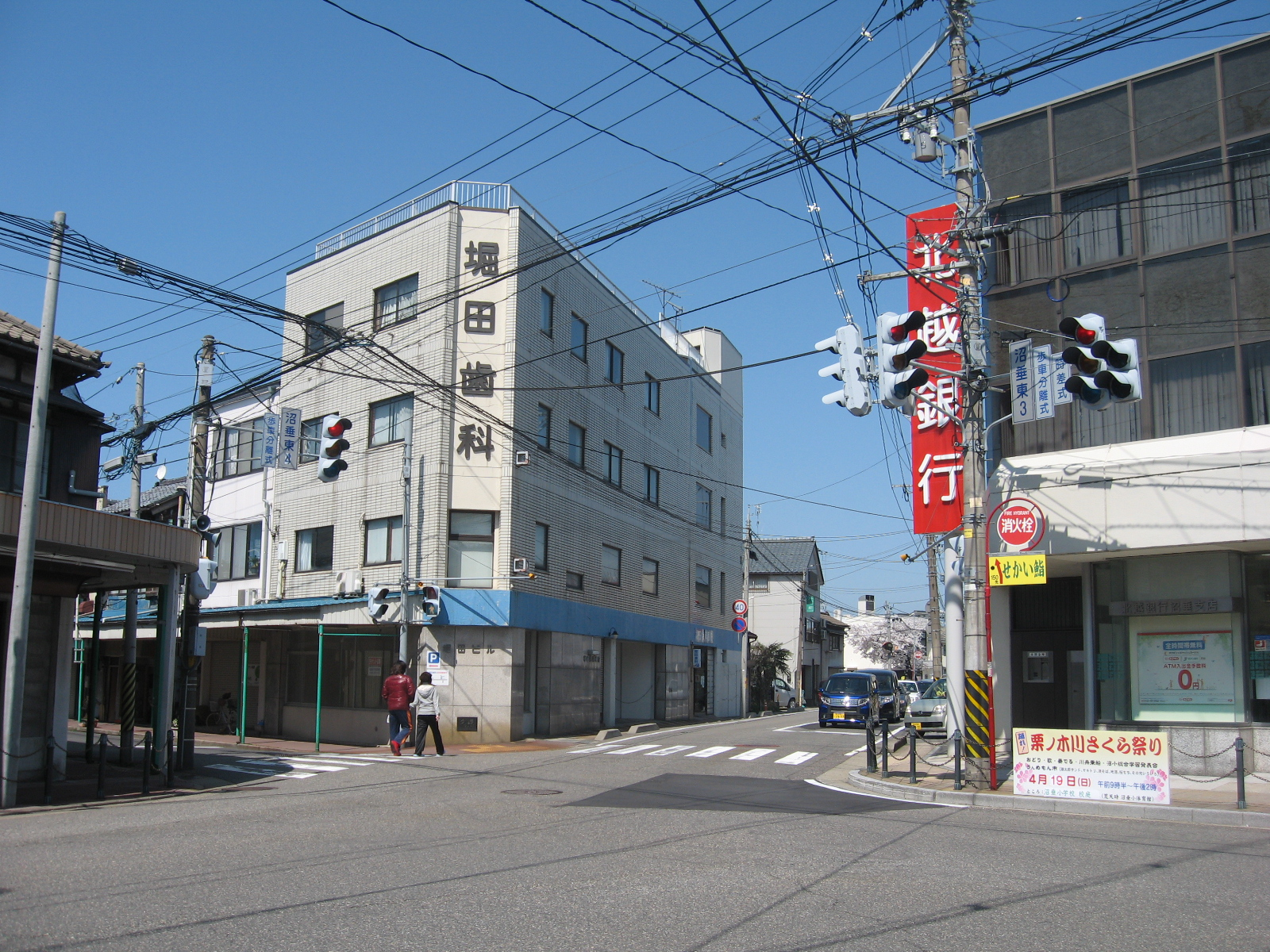
信号機の位置によって異なる名称が表示された例（新潟市中央区、のちに「沼垂四ッ角」の表示に改められた）

信号が設置された交差点の正式名称は、各都道府県の公安委員会、警察、道路管理者の三者が協議して決定される。
交差点で信号機などに付けられている交差点名称標識は、道路管理者が設置しているもので、地元の意向などを考慮して必ずしも正式名称が表示されているとは限らない。
なお、北海道など一部地域では、交差点名称標識が交差点の正式名称ではなく信号機の所在する地点の所在地を表す例もある。

#### 範囲
交通事故の発生時などに道路上のどの部分が交差点であるか判定する必要があり、そのための交差点の範囲の決定方法が4種類存在する。
- 側線延長方式：道路の側線を接点から延長し、その線に囲まれた範囲を交差点とするもの
- 始端垂直方式：道路どうしの接点から対向する側線に対して垂線を下ろし、その線に囲まれた範囲を交差点とするもの
- 始端結合方式：道路どうしの接点を結んだ線に囲まれた範囲を交差点とするもの
- 車両衝突推定方式：それぞれの道路から進行する車両が衝突するおそれのある部分を交差点の内部とするもの

### アメリカ合衆国における交差点
アメリカ合衆国では全車一時停止が必要な交差点には「ALL WAY STOP」や、「STOP 4-WAY」（十字路の場合）または「STOP 3-WAY」（三叉路の場合）が標示されている。二方向のみ一時停止となっている場合は「STOP 2-WAY」が標示されている。
信号のない交差点で停車していた車両が青信号になり発進するときは、交差点に入って停車した順に発進することとされており、先後が分からないときは右側の車両が優先することとなっている。

## 比喩的表現
転じて、文明・国の発展過程や人生を直線に見立て、複数の文明や国の影響が同時に及んでいる場所（大国の国境付近で自立する勢力など）や人と人とが出会う場所（酒場など）を指して交差点と呼ぶ。